# 17797 Philfrankel
17797 Philfrankel è un asteroide della fascia principale. Scoperto nel 1998, presenta un'orbita caratterizzata da un semiasse maggiore pari a 2,802624 UA e da un'eccentricità di 0,121471, inclinata di 5,056514° rispetto all'eclittica. Ha un diametro di 11,769 km.